# Parvillers-le-Quesnoy
Parvillers-le-Quesnoy er en kommune i Somme i Picardie i Frankrig, som er beliggende ved krydset mellem vejene D238 og D34, omkring 25 kilometer sydøst for Amiens i departementet Somme i det nordlige Frankrig.
49°44′48″N 2°44′19″Ø / 49.7467°N 2.7386°Ø